# Recinte emmurallat de Sant Jordi Desvalls
El Recinte emmurallat de Sant Jordi Desvalls és una obra de Sant Jordi Desvalls (Gironès) declarada bé cultural d'interès nacional.

## Descripció
El clos emmurallat del poble de Sant Jordi Desvalls fou probablement obrat coetàniament a la construcció del castell, esdevenint-ne el seu recinte jussà. Es tracta d'un recinte emmurallat escassament estudiat, envoltant el castell amb un perímetre el·líptic, del qual avui en romanen restes visibles especialment al carrer de Baix, sector oriental del clos, i al carrer de les Eres, sector occidental, on hi romanen trams de muralla atalussats.
El recinte, constituït en bona part per les façanes posteriors dels habitatge, molts d'ells de gran interès històric i alguns conservant finestres gòtiques o renaixentistes espitllerades, tindria coma eixos principals els carrers del Portal, entrada occidental, i el carrer de Baix, a l'entrada oriental, i incloïa altres carrers com els de la Mosca, del Reclau o de la Tarongeta, on es conserven cases d'origen medieval.